# Calycogonium maculatum
Calycogonium maculatum är en tvåhjärtbladig växtart som beskrevs av Ignatz Urban och Erik Leonard Ekman. Calycogonium maculatum ingår i släktet Calycogonium och familjen Melastomataceae. Inga underarter finns listade i Catalogue of Life.